# Lawson Insley
Lawson Insley conosciuto anche come Lawrence, Lanson, Lauson (Scozia, 1819 circa) è un fotografo australiano.
Insley fu uno dei primi fotografi dagherrotipisti a raggiungere Sydney nel mese di settembre 1850 ed il mese successivo Auckland. Prima di lui esercitò la professione in questa città, anche se non stabilmente, Isaac Polack nel 1848. Secondo un'altra versione avrebbe aperto un'attività fotografica già dal dicembre 1849 a Melbourne.

## Biografia
Probabilmente di origini scozzesi, ignote rimangono le sue attività anteriori al 1849-50, anche se pare abbia viaggiato in gran parte del mondo quando raggiunse l'Australia. Versioni discordanti lo collocano nel 1849 a Melboune e quindi all'inizio dell'anno seguente a Geelong, mentre altre voci indicano Insley sbarcato a settembre a Sydney, dove aveva affittato o comprato un locale dove esercitava la professione. In entrambi i casi in qualità di fotografo dagherrotipista, anche di vedutista.
In quella città, leggendo i giornali dell'epoca, offrì dagherrotipi su calotipia, ma vi rimase soltanto un mese prima di salpare e raggiungere la Nuova Zelanda, ad Auckland, dove vi rimase per circa un anno. A New Plymouth fu probabilmente il primo ad eseguire un ritratto conosciuto del popolo maori tra la fine del 1852 e l'inizio del 1853, oltre agli europei immigrati. Quindi si trasferì per circa sei mesi a Wellington dove scattò la più antica fotografia neozelandese ancora esistente, un ritratto di Edward Catchpool nel 1852 e dove fece il ritratto al missionario Richard Taylor. Nel 1852 fu anche a Whanganui.
L'anno dopo tornò a Sydney, dove ebbe il tempo di impartire lezioni di fotografia, spostandosi prima a Bathurst e successivamente a Goulburn, dove si fermò più a lungo probabilmente a causa del matrimonio con Margaret Cameron, che sposò l'anno anno dopo in quella città. Operò in varie città australiane e dopo il 1856 tornò a Sydney, dove è certo che si adoperò con tutte le tecniche fotografiche dell'epoca: collodio, ambrotipia, stereoscopia. Alla fine del 1859, probabilmente a causa di difficoltà ecomoniche, partì per il Golfo di Moreton. Nonostante tutto proprio nello stesso anno, a Brisbane, aprì un negozio di attrezzature fotografiche mentre la moglie Margaret aprì anche un "negozio di abbigliamento per signore e ragazzi". Il "vagabondo" Insley restò poco a Brisbane, girò ancora per varie città, prima di tornare a Brisbane, dichiarato peraltro insolvente dal tribunale della città.
Nel 1861 completò una serie di fotografie di paesaggio di Brisbane che spedì alla Grande esposizione di Londra del 1862. Nel 1870 i coniugi si trovavano ad Armidale. Sembra che la salute mentale di Insley andasse peggiorando tanto che venne ricoverato al manicomio "Tarban Creek Lunatic Asylum", divenuto poi "Gladesville Hospital" (1915-1993). Non si hanno notizie sulla sua morte né su quella della consorte.